# 小行星8416
小行星8416（英語：8416 Okada）是一颗围绕太阳公转的小行星。1996年11月3日，上田清二、金田宏在钏路市发现了此天体。
这颗小行星的绝对星等为130.4696521121796等。